# Asleep at the Wheel (Band of Skulls)
Asleep at the Wheel è un singolo del gruppo musicale Band of Skulls, pubblicato il 15 novembre 2013 come primo estratto dall'album in studio Himalayan.

## Video musicali
Il primo video musicale è stato pubblicato il 1º dicembre 2013.
Il 14 aprile 2014 è stato pubblicato il secondo video musicale, diretto da Jason Trucco e Kii Arens.

## Tracce
Download digitale
1. Asleep at the Wheel – 4:06

CD promozionale
1. Asleep at the Wheel (radio edit) – 3:40
2. Asleep at the Wheel (album version) – 4:06